# Gierig Kunstprojekte
Gierig Kunstprojekte ist ein von Lieselotte Gierig im Jahr 2003 gegründetes Einzelunternehmen in Frankfurt am Main mit bundesweiten Ausstellungsorten. Die Tätigkeit liegt in der Kunstvermittlung, im Kuratieren von Ausstellungen, im Handel mit zeitgenössischer Kunst und der Beratung bei Aufbau, Auflösung, Verwaltung und Digitalisierung von Kunstsammlungen. Der Sammlungs- und Ausstellungsschwerpunkt liegt auf Kunst der Nachkriegszeit ab 1945 und der Gegenwart aus West- und Ostdeutschland (ehem. DDR), Österreich und der Schweiz. Das Unternehmen arbeitet mit einem Netzwerk von Wertgutachtern, Auktionshäusern und anderen Kunstgalerien zusammen.

## Geschichte
Im Jahr 2003 wurde das Einzelunternehmen Lieselotte Gierig gegründet und der Name „Gierig Kunstprojekte“ für die geschäftliche Ausrichtung verwendet. Der Schwerpunkt wird seither auf die Kuratorentätigkeit und Realisierung von Ausstellungen im Rahmen von Kunstprojekten gelegt. Seit 2013 ist die zweite Generation der Familie Gierig im Unternehmen aktiv. Diesen führen unter anderem den Gedanken der Förderung von talentierten Akademiestudenten und -absolventen mit der Ausstellungsserie „Neues aus deutschen Kunstakademien“ fort. In diesem Zuge wird zeitgenössische Kunst aus Meisterklassen gezeigt.

## Tätigkeit und Schwerpunkte
Gierig Kunstprojekte präsentiert Künstler der deutschen Nachkriegsgeschichte sowie der Gegenwart und fördert Talente der zeitgenössischen Kunstszene.
Das Spektrum der Künstler reicht von Bernard Schultze, Jürgen Brodwolf oder Dieter Krieg bis zu Meisterschülern wie Hanne Kroll, Lydia Thomas oder Adrian Wald, schwerpunktmäßig aus Klassen „klassische Malerei“ deutscher Kunstakademien. 
„Neues aus deutschen Kunstakademien“ ist eine Ausstellungsreihe für junge Kunst, die talentierte Studenten, Meisterschüler und Absolventen deutscher Kunstakademien bei deren Eintritt in den Kunstmarkt begleitet. Das Spektrum der ausgewählten Arbeiten reicht von Malerei, Konzeptkunst, Installationen, Fotografie, Skulptur bis zu digitalen Kunstformen.

## Sammlung Gierig
Das Unternehmen verfügt über eine umfangreiche Privatsammlung von Arbeiten bedeutender Künstler der modernen sowie zeitgenössischen Malerei und Skulptur aus West- und Ostdeutschland (ehem. DDR), Österreich und der Schweiz.
Die Sammlung Gierig umfasst unter anderem Werke von Malern wie Horst Antes, Joseph Beuys, Karl Marx, Marwan, Dieter Krieg, Jürgen Brodwolf, Hartwig Ebersbach und Rudolf Schoofs. Ein weiterer Schwerpunkt der Sammlung liegt im Bereich Skulptur wie zum Beispiel Alfred Hrdlicka, Michael Schoenholtz oder Emil Cimiotti.
Exponate aus der Sammlung waren als Leihgaben in der Städtischen Galerie Parterre in Berlin, in der Kunsthalle Rostock, im Museum DASA Dortmund oder im Museum Ahrenshoop ausgestellt.

## Ausstellungen
- 2016
  - November Accrochage der Jubiläumsausstellung, Auswahl zeitgenössischer Kunst nach 1945 bis heute (Gierig Kunstprojekte in München)
  - August Bernard Schultze: Migof und Blütengigant – Eine Retrospektive seines Spätwerks (Gierig Kunstprojekte zu Gast in Galerie Schwind, Frankfurt am Main)
  - Juni Jürgen Brodwolf: Neue Werke (Gierig Kunstprojekte im Künstlerhaus Gierig, Frankfurt am Main)
  - Februar Jürgen Brodwolf: Neue Werke (Gierig Kunstprojekte, München)
- 2015
  - November Erich Smodics: Das Buch der Grafik (Gierig Kunstprojekte im Künstlerhaus Gierig, Frankfurt am Main)
  - Oktober Hanne Kroll, Lydia Thomas, Antoinette von Saurma: OBSERVING (Neues aus deutschen Kunstakademien – Gierig Kunstprojekte, München)
  - August Jubiläumsausstellung: 50 Jahre in Sachen Kunst und dergleichen (Gierig Kunstprojekte zu Gast in Galerie Schwind, Frankfurt am Main)
  - Juli Isa Dahl und Daniel Wagenblast: Zufälliges Sein (Gierig Kunstprojekte, München)
- 2014
  - Oktober Minyoung Paik, Manuel Rumpf, Gülbin, Ünlü, Andrian Wald: GENUG GEWOLLT (Neues aus deutschen Kunstakademien – Gierig Kunstprojekte, München)
- 2013
  - Oktober Shinae Kim: Superimposed Pages (Neues aus deutschen Kunstakademien – Gierig Kunstprojekte, München)
- 2012
  - Juni Franz Ringel: Ein Maler aus Wien, 1940–2011 (Doppelausstellung; Gierig Kunstprojekte im Hotel Steinerwirt, Lofer/Österreich)
  - Juni Jürgen Brodwolf: Papierarbeiten zum 80. Geburtstag (Doppelausstellung; Gierig Kunstprojekte in der Galerie im Hotel Steinerwirt, Lofer/Österreich)
- 2011
  - Juni Erich Smodics und Herbert Albrecht (Doppelausstellung; Gierig Kunstprojekte in der Galerie im Hotel Steinerwirt, Lofer/Österreich)
- 2010
  - Juni Fritz Fröhlich: Zum 100. Geburtstag des Künstlers (1910–2010) (Gierig Kunstprojekte in der Galerie im Hotel Steinerwirt, Lofer/Österreich)
  - Februar Hartwig Ebersbach: Bilder - Installationen (Deutsche Bundesbank, Frankfurt am Main)
- 2009
  - Mai Wieland Förster: Der Torso als Ganzes (DASA, Dortmund)
  - März Von Antes bis Wimmer, Kunst aus einer Privatsammlung (Gierig Kunstprojekte zu Gast in Galerie Parterre, Berlin)
- 2007
  - September Dieter Krieg: Das kleine Format (Kanzlei Baker&McKenzie, Frankfurt am Main)
  - Juni Richard Heß: Thema Mensch (Kanzlei Baker&McKenzie, Frankfurt am Main)
  - Mai Richard Heß: Sitzen – Liegen – Stehen (DASA, Dortmund)
  - April Thomas Hellinger. Arbeiten 2001–2007 (Kanzlei Baker&McKenzie, Frankfurt am Main)
  - Februar Hans Baschang: Meisterzeichnungen und Plastiken (Kanzlei Baker&McKenzie, Frankfurt am Main)
- 2005
  - Mai Bernard Schultze: 1915–2005 Gedächtnisausstellung (Kanzlei Baker&McKenzie, Frankfurt am Main)